# SN 2007ux
SN 2007ux – supernowa typu Ia odkryta 23 grudnia 2007 roku w galaktyce A100919+1459. W momencie odkrycia miała maksymalną jasność 18,50m.